# Sjednocená protestantská církev ve Francii
Sjednocená protestantská církev ve Francii (francouzsky Église protestante unie de France, ÉPUF) je početně malá protestantská církev ve Francii.

## Historie
Sjednocená protestantská církev ve Francii vznikla sloučením dvou tradičních protestantských církví v zemi (kromě oblasti Alsasko-Moselsko). V květnu 2012 se synody francouzské reformované církve a francouzské evangelické luteránské církve v Belfortu rozhodly, že jejich církve by měly vytvořit unii, a přijaly ústavu společné církve. Obě církve již dříve spolupracovaly ve Svazu francouzských protestantských církví.
Dne 1. ledna 2013 zahájila spojená církev činnost. Církev měla v té době asi 272 000 členů, z nichž asi 250 000 pocházelo z reformované církve. To odpovídá 0,4 % z celkového počtu obyvatel Francie. V církvi působí 424 reformovaných a 32 luteránských pastorů. Většina luteránů žije v širší oblasti Paříže a v oblasti okolo města Montbéliard.
Stejně jako dvě předchozí církve zůstala i nová jednotná církev členem Společenství evangelických církví v Evropě.
Z právních důvodů konkordátu do sdružení nepatří luterská a reformovaná církev v Alsasku-Lotrinsku (departementy Haut-Rhin, Bas-Rhin a Moselle), které mají samostatný statut. Tyto se v roce 2006 spojily a vytvořily Unii protestantských církví v Alsasku a Lotrinsku.
Církev ordinuje muže i ženy. Od května 2015 církev umožňuje uzavírat stejnopohlavní manželství.

## Struktura
Sjednocená protestantská církev ve Francii je organizačně rozdělena do devíti oblastí, jejichž hranice jsou převážně, ale ne výhradně, založeny na hranicích departementů:
- Centre-Alpes-Rhône
- Cévennes-Languedoc-Roussillon
- Est-Montbéliard
- Nord-Normandie
- Ouest
- Provence-Alpes-Corse-Côte-d‘Azur
- Région parisienne réformée
- Inspection luthérienne de Paris
- Sud-Ouest